# Fiesta de la música en Villagarcía de Arosa
La Fiesta de la música en Villagarcía de Arosaes una fiesta popular e internacional. "Iniciada en Francia en 1982 como “Fiesta de la Música” e instituida como celebración europea en 1985 (Año Europeo de la Música), cada solsticio de verano, el 21 de junio, la Unión Europea celebra una jornada destinada a promover el intercambio cultural entre los pueblos, el trasvase musical de unos territorios a otros".
Llega a Villagarcía de Arosa (Vilagarcía de Arousa en gallego) de la mano Marosa Abalo, que importa desde Francia esta iniciativa y va tomando forma con la estrecha colaboración de Milagros Cuervo y de los exmiembros de Airiños, de la parroquia de A Nosa Señora da Xunqueira y del Excelentísimo Ayuntamiento de Villagarcía de Arosa. 
La fiesta de la música (Feté de la musique es su nombre original, traducido al gallego como Festa da Música) inicia su andadura con la llamada a la participación a través de una página en Facebook, siendo su primera publicación el día 3 de abril de 2010.

## Desarrollo
Se trata de un evento anual, que se celebra en esta localidad gallega y en ciudades importantes de España. 
A lo largo del día y con preferencia de la tarde-noche, los músicos salen a tocar a la calle, en cualquier lugar de la ciudad y ofrecen conciertos gratuitos para todos. 
Es una incitación a la diversidad de los géneros musicales y a la participación

## Sucesos y repercusiones
En su V Edición ha logrado la participación de 30 agrupaciones